# Longpré-les-Corps-Saints
Pour les articles homonymes, voir Longpré.
Longpré-les-Corps-Saints est une commune française située dans le département de la Somme, en région Hauts-de-France.
La commune fait partie depuis 2020 du parc naturel régional Baie de Somme - Picardie maritime.
La commune fait partie des villages labellisés Pays d'art et d'histoire qui œuvrent à mettre en avant leur patrimoine,.

## Géographie

### Localisation
Longpré-les-Corps-Saint est un bourg picard du Vimeu, limitrophe du Ponthieu.
À vol d'oiseau, la commune est située à 6 km à l'ouest de Flixecourt, 6 km au nord-est d'Airaines, 7 km au sud d'Ailly-le-Haut-Clocher, 15 km au sud-est d'Abbeville et à 25 km au nord-ouest d'Amiens.
Le territoire de la commune est limitrophe de ceux de six communes.
Les communes limitrophes sont Airaines, Bettencourt-Rivière, Condé-Folie, L'Étoile, Fontaine-sur-Somme et Long.

### Géologie et relief
Le paysage de la commune est celui d'une vallée où l'homme a creusé des étangs pour extraire la tourbe.
Le sol de la commune est de nature tourbeuse dans la vallée et calcaire sur le plateau[réf. nécessaire].

### Hydrographie

#### Réseau hydrographique
La commune est située dans le bassin Artois-Picardie. Elle est drainée par la rivière d'Airaines et un autre petit cours d'eau.
| (texte à fusionner) La commune est située, au confluent de l'Airaines et du fleuve côtier la Somme canalisée, sur la rive gauche de celle-ci et en aval d'Amiens. La partie nord de la commune est constituée de marais et de tourbières. |

L'Airaines, d'une longueur de 13 km, prend sa source dans la commune de Métigny et se jette  dans la Somme canalisée à L'Étoile, après avoir traversé sept communes. Les caractéristiques hydrologiques de l'Airaines sont données par la station hydrologique située sur la commune. Le débit moyen mensuel est de 1,62 m3/s. Le débit moyen journalier maximum est de 2,7 m3/s, atteint lors de la crue du 3 février 2021. Le débit instantané maximal est quant à lui de 3,48 m3/s, atteint le 7 août 2021.

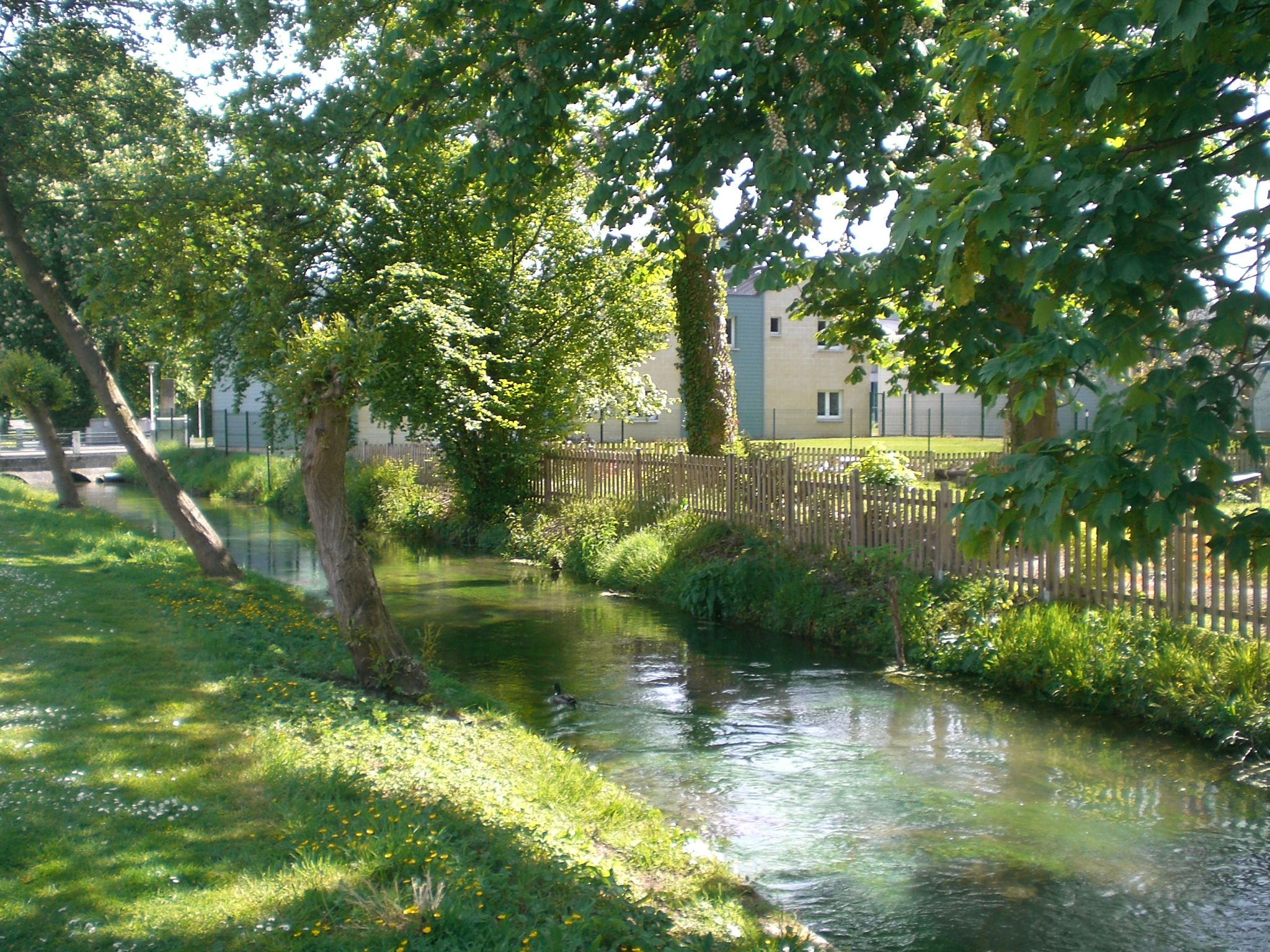
L'Airaines.
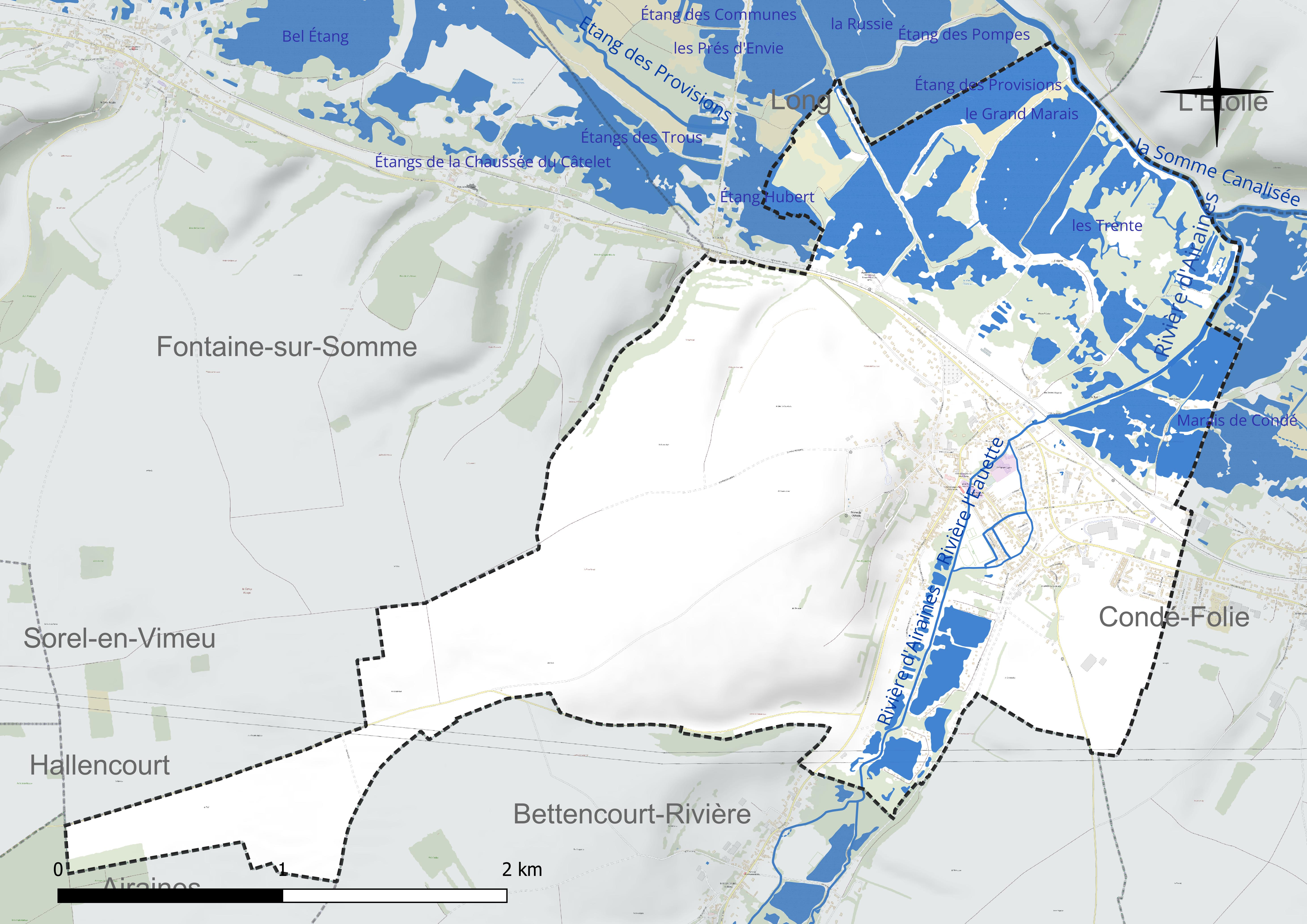
Réseau hydrographique de Longpré-les-Corps-Saints.

Quatre plans d'eau complètent le réseau hydrographique : le Grand Marais, d'une superficie totale de 15,4 ha (15,1 ha sur la commune), les Trente (9,5 ha), l'étang Hubert, d'une superficie totale de 13,3 ha (2,6 ha sur la commune) et l'étang les Prés d'Envie, d'une superficie totale de 17,9 ha (0,1 ha sur la commune),.

#### Gestion et qualité des eaux
Le territoire communal est couvert par le schéma d'aménagement et de gestion des eaux (SAGE) « Somme aval et Cours d'eau côtiers ». Ce document de planification concerne un territoire de 1 835 km2 de superficie, délimité par le bassin versant de la Somme canalisée. Le périmètre a été arrêté le 29 avril 2010 et le SAGE proprement dit a été approuvé le 6 août 2019. La structure porteuse de l'élaboration et de la mise en œuvre est le syndicat mixte d'aménagement hydraulique du bassin versant de la Somme (AMEVA).
La qualité des cours d'eau peut être consultée sur un site dédié géré par les agences de l'eau et l'Agence française pour la biodiversité.

### Climat
Pour des articles plus généraux, voir Climat des Hauts-de-France et Climat de la Somme.
En 2010, le climat de la commune est de type climat océanique altéré, selon une étude du CNRS s'appuyant sur une série de données couvrant la période 1971-2000. En 2020, Météo-France publie une typologie des climats de la France métropolitaine dans laquelle la commune est exposée à un climat océanique et est dans la région climatique Côtes de la Manche orientale, caractérisée par un faible ensoleillement (1 550 h/an) ; forte humidité de l'air (plus de 20 h/jour avec humidité relative > 80 % en hiver), vents forts fréquents.
Pour la période 1971-2000, la température annuelle moyenne est de 10,6 °C, avec une amplitude thermique annuelle de 12,9 °C. Le cumul annuel moyen de précipitations est de 723 mm, avec 11,6 jours de précipitations en janvier et 8,1 jours en juillet. Pour la période 1991-2020, la température moyenne annuelle observée sur la station météorologique la plus proche, située sur la commune d'Abbeville à 15 km à vol d'oiseau, est de 11,0 °C et le cumul annuel moyen de précipitations est de 806,2 mm,. Pour l'avenir, les paramètres climatiques de la commune estimés pour 2050 selon différents scénarios d'émission de gaz à effet de serre sont consultables sur un site dédié publié par Météo-France en novembre 2022.

## Urbanisme

### Urbanisme et aménagement du territoire
La commune présente un habitat groupé. Détruit à 90 % pendant la Seconde Guerre mondiale, le bourg a été entièrement reconstruit dans les années 1950.

### Typologie
Au 1er janvier 2024, Longpré-les-Corps-Saints est catégorisée bourg rural, selon la nouvelle grille communale de densité à sept niveaux définie par l'Insee en 2022.
Elle appartient à l'unité urbaine de Longpré-les-Corps-Saints, une agglomération intra-départementale regroupant trois  communes, dont elle est ville-centre,,. Par ailleurs la commune fait partie de l'aire d'attraction d'Amiens, dont elle est une commune de la couronne,. Cette aire, qui regroupe 369 communes, est catégorisée dans les aires de 200 000 à moins de 700 000 habitants,.

### Occupation des sols
L'occupation des sols de la commune, telle qu'elle ressort de la base de données européenne d'occupation biophysique des sols Corine Land Cover (CLC), est marquée par l'importance des territoires agricoles (54,8 % en 2018), une proportion sensiblement équivalente à celle de 1990 (55,4 %). La répartition détaillée en 2018 est la suivante : 
terres arables (46,6 %), eaux continentales (19,7 %), zones urbanisées (12,6 %), forêts (10,2 %), zones agricoles hétérogènes (5,8 %), zones industrielles ou commerciales et réseaux de communication (2,7 %), prairies (2,4 %). L'évolution de l'occupation des sols de la commune et de ses infrastructures peut être observée sur les différentes représentations cartographiques du territoire : la carte de Cassini (XVIIIe siècle), la carte d'état-major (1820-1866) et les cartes ou photos aériennes de l'IGN pour la période actuelle (1950 à aujourd'hui).

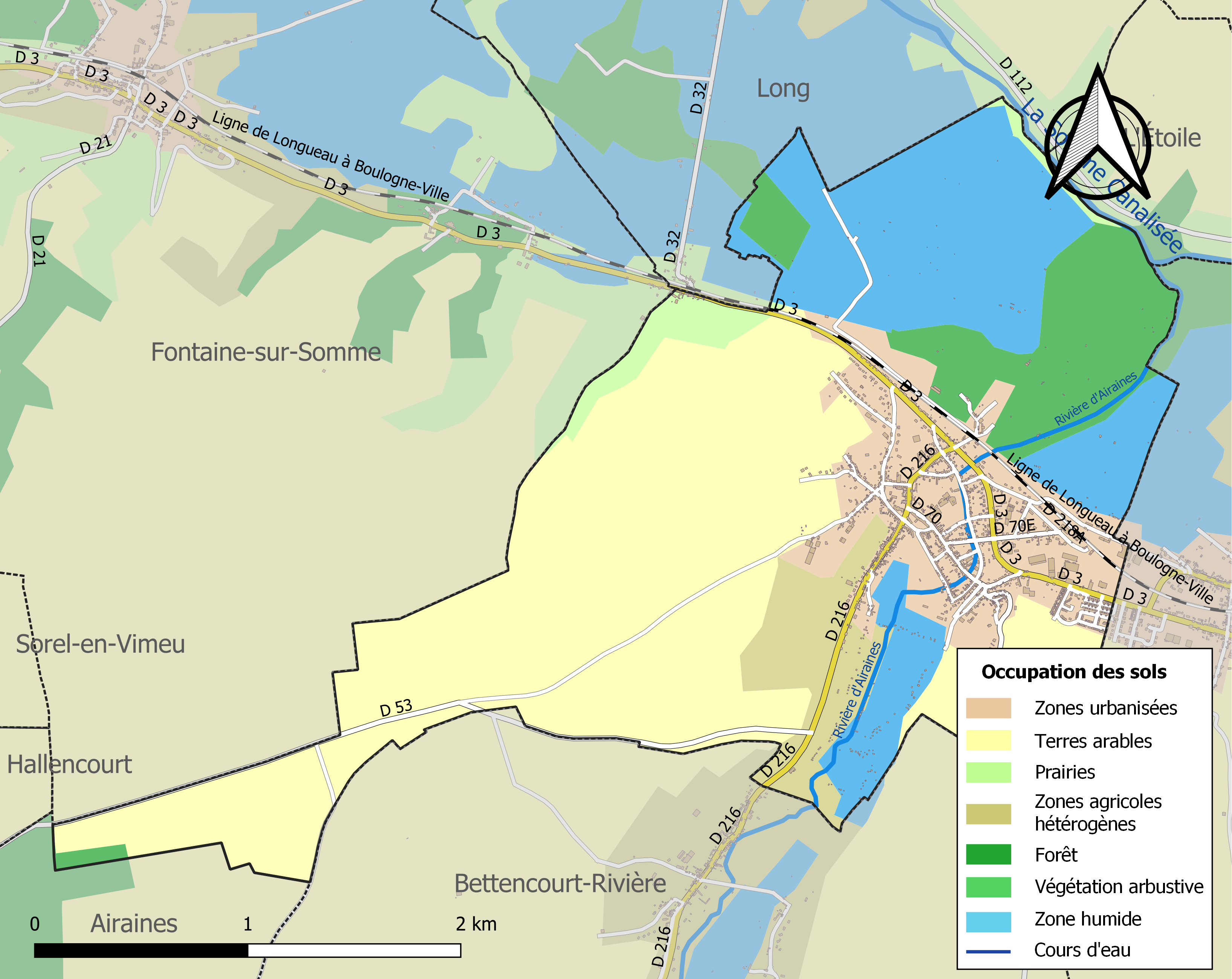
Carte des infrastructures et de l'occupation des sols de la commune en 2018 (CLC).

### Habitat et logement
En 2018, le nombre total de logements dans la commune était de 911, alors qu'il était de 856 en 2013 et de 823 en 2008.
Parmi ces logements, 80,1 % étaient des résidences principales, 12,5 % des résidences secondaires et 7,4 % des logements vacants. Ces logements étaient pour 89,2 % d'entre eux des maisons individuelles et pour 9,3 % des appartements.
Le tableau ci-dessous présente la typologie des logements à Longpré-les-Corps-Saints en 2018 en comparaison avec celle de la Somme et de la France entière. Une caractéristique marquante du parc de logements est ainsi une proportion de résidences secondaires et logements occasionnels (12,5 %) supérieure à celle du département (8,3 %) et à celle de la France entière (9,7 %). Concernant le statut d'occupation de ces logements, 65,9 % des habitants de la commune sont propriétaires de leur logement (64,2 % en 2013), contre 60,3 % pour la Somme et 57,5 pour la France entière.
| Typologie                                               | Longpré-les-Corps-Saints | Somme | France entière |
| ------------------------------------------------------- | ------------------------ | ----- | -------------- |
| Résidences principales (en %)                           | 80,1                     | 83,3  | 82,1           |
| Résidences secondaires et logements occasionnels (en %) | 12,5                     | 8,3   | 9,7            |
| Logements vacants (en %)                                | 7,4                      | 8,4   | 8,2            |

### Voies de communication et transports
Longpré-les-Corps-Saints est aisément accessible par l'ex-RN1 (actuelle RD 901), qui passe à quelques centaines de mètres à l'ouest du territoire communal. Plusieurs routes départementales la relient aux communes et bourgs voisins.
La gare est desservie par la ligne P21 du réseau TER Hauts-de-France, qui effectue des missions omnibus entre Abbeville et Amiens, voire Albert.
Il existait une autre ligne, essentiellement pour le fret, qui desservait Longpré et ses coopératives. Cette ligne de Canaples à Longroy - Gamaches, fut ouverte le 9 mai 1872 et déclassée le 10 novembre 1993, au regret de ses voyageurs.

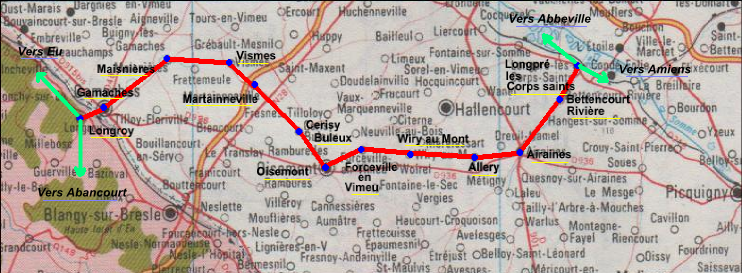
Tracé de l'ancienne ligne de Longpré-les-Corps-Saints à Gamaches.

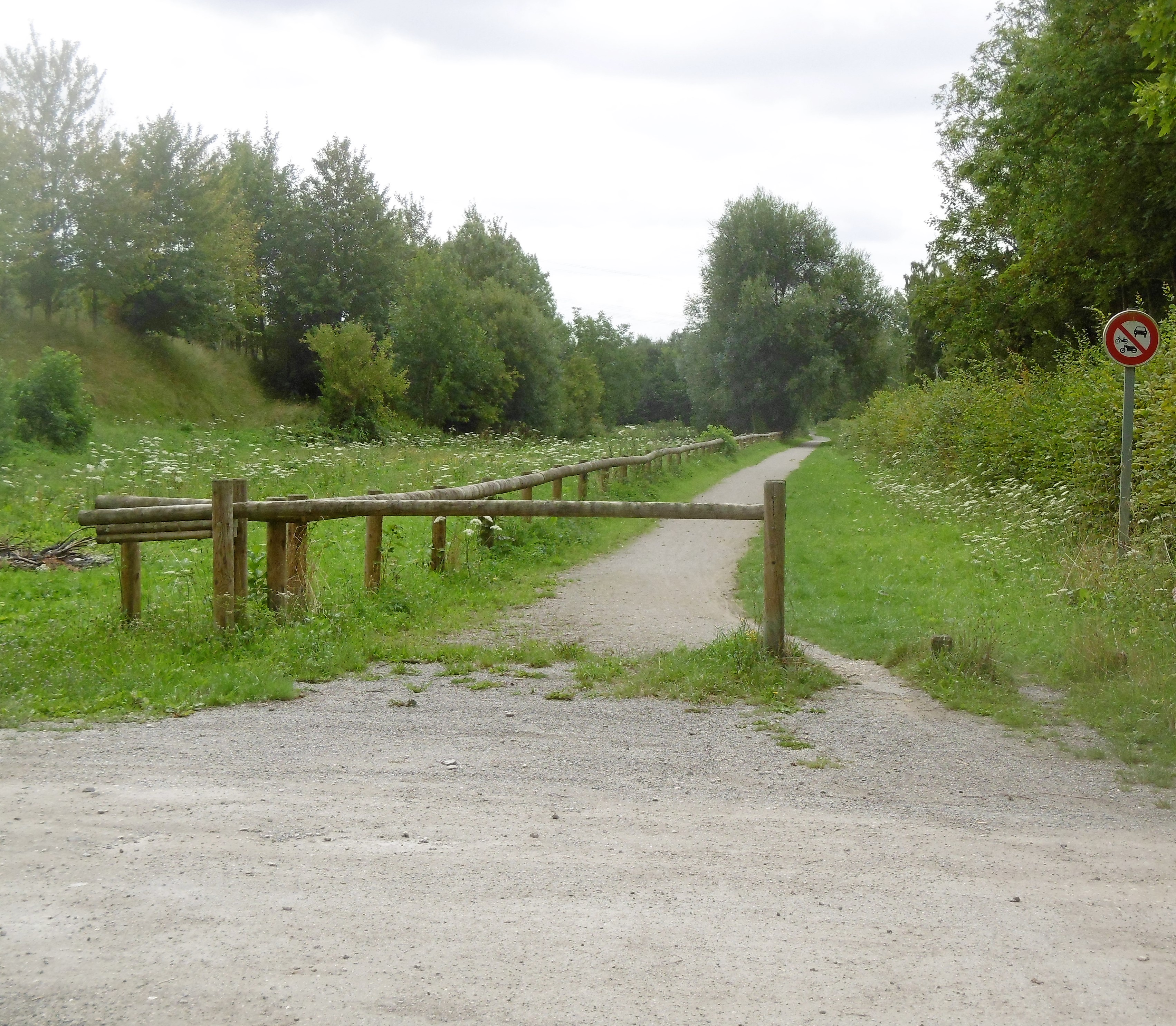
La Véloroute du Vimeu à l'Airaines.

La commune est traversée par la véloroute du Vimeu à l'Airaines, voie verte reliant Longpré-les-Corps-Saints et Oisemont, réalisée sur la plate-forme de cette ancienne ligne de Canaples à Longroy - Gamaches,.

## Toponymie
On trouve différentes formes pour désigner Longpré dans les textes anciens : Longum pratum (1066), Longpré (1138), Longpré aux Corps Saints (1667), Longpré les Corps Saints (1850).
Composé du préfixe long et du radical pré (du latin pratum, signifiant « pré allongé », le complément du nom les Corps Saints fait référence aux reliques qu'Aléaume de Fontaines, seigneur de Long et Longpré, fit rapporter en Picardie après la prise de Constantinople par les croisés lors de la quatrième croisade.

## Histoire

### Préhistoire
Des silex taillés et des ossements ont été mis au jour dans la gravière Merque sur le territoire de la commune de Longpré-les-Corps-Saints.

### Moyen Âge

#### Fondation de la collégiale
Aléaume de Fontaines, seigneur de Longpré et Mayeur d'Abbeville, fonda une collégiale à Longpré et la dota d'une première prébende en 1190. L'acte de fondation mentionne les tourbes d'un marais dont le chanoine aurait l'usage. Ce document atteste ainsi qu'à cette époque, on exploitait déjà la tourbe dans la vallée de la Somme.

#### Le seigneur de Longpré participe aux croisades
Aléaume de Fontaines accompagna le roi Philippe Auguste en croisade. Il se conduisit vaillamment à Saint-Jean-d'Acre, et resta en Orient après le départ du roi.
Il participa à la quatrième croisade en rejoignant l'armée de croisés commandée par Geoffroi de Villehardouin. Il prit part au sac de Constantinople.
Il regagna ensuite Jérusalem et, après seize années passées en Terre sainte, mourut de la peste en 1205.

#### «Les Corps Saints»
Aléaume de Fontaines reçut, en tant que l'un des principaux chefs croisés, une part du butin. Il chargea son chapelain, Wibert, de rapporter en Picardie, des reliques prises dans les églises de Constantinople pillées par les croisés,. Les reliques furent placées dans une chasse scellée du sceau du seigneur qui écrivit une lettre à son épouse et une autre à son fils Hugues pour leur expliquer la provenance et le contenu de ces pieuses reliques.

#### La collégiale et le culte des reliques

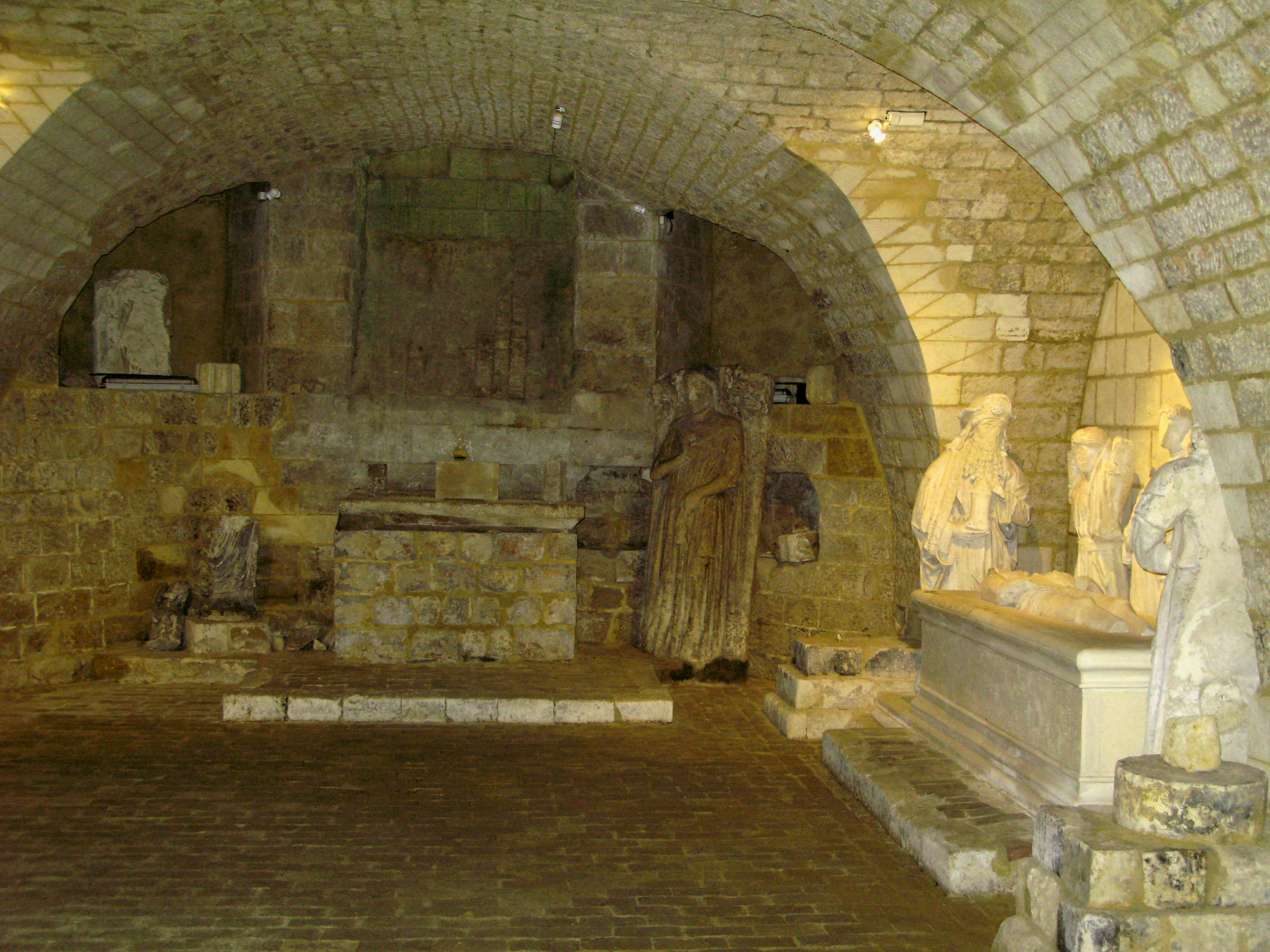
La crypte, remaniée, un des rares vestiges de l'édifice initial.

Le 4 août 1205, Vibert, chapelain d'Aléaume de Fontaines arriva à Longpré. Il venait de Constantinople, porteur des reliques qui venait d'être authentifiées par l'évêque d'Amiens, Richard de Gerberoy.
Depuis cette date de multiples donations furent faites à la collégiale de Longpré. Plusieurs Papes dont Innocent III et Grégoire IX lui accordèrent protection. Des pèlerins vinrent en nombre vénérer ces saintes reliques. Le village de Longpré devint de ce fait  « Longpré-les-Corps-Saints ».
C'est ainsi que, de nos jours encore, quelques reliques, ayant pu échapper aux outrages du temps et des révolutions, sont promenées chaque année, le 8 septembre, en procession dans le bourg.
L'église collégiale initiale date donc des dernières années du XIIe siècle, et n'était sans doute pas complètement achevée à la mort d'Aléaume, dont la veuve, Laurette de Saint-Valery, et le fils, Hughes, créèrent de nouvelles prébendes. Laurette abandonna à Hughes le château de Long, pour résider avec ses deux filles à Longpré, près de l'église abritant les précieuses reliques. Très pieuse, selon le père Ignace, elle partagea désormais son temps entre l'entretien de l'église et la visite des malades, étudiant même la médecine afin de mieux les soulager.
Le comte de Ponthieu, désirant posséder une des reliques de Longpré et ne pouvant offrir en échange qu'une côte de saint Vulfran, gratifia d'une prébende la collégiale instituée peu de temps auparavant. L'église compta alors bientôt douze chanoines, auxquels vinrent se joindre d'abord cinq chapelains, puis les deux titulaires aux cures de Longpré et de Wanel (ceux-ci prenant place dans le chœur avec les chanoines et récitant avec eux les heures canoniales). Dès lors, 19 ecclésiastiques officièrent auprès des saintes reliques.
L'église, uniquement collégiale à l'origine, donc réservée aux offices capitulaires, vit sa nef ouverte à l'exercice du culte de la paroisse, à la suite d'un accord passé en 1365 devant l'official d'Amiens entre les paroissiens et le chapitre. La vieille église paroissiale, Saint-Martin, fut dès lors peu à peu délaissée : on n'y officia plus que deux fois par an, le 4 juillet et le 11 novembre. De cette église Saint-Martin, ne subsistent plus aujourd'hui que les traces toponymiques : la rue Saint-Martin et le Voyeul Saint-Martin.
Le chapitre possédait quatorze maisons. Treize d'entre elles, groupées autour de l'église, ont donné leur nom à l'actuelle rue des Cloîtres.

#### Guerre de Cent ans, Longpré-les-Corps-Saints incendié
Au XIVe siècle, le bourg de Longpré fut incendié deux fois par les Anglais au cours de la guerre de Cent Ans, la première fois avant la bataille de Crécy, la deuxième fois avant celle d'Azincourt.
Son église, ayant cruellement souffert, menaçait de tomber en ruine quand le pape Eugène IV en fut informé et accorda, en 1437, de nombreuses indulgences aux fidèles qui feraient des aumônes pour la réparation et l'entretien de l'édifice.

### Époque moderne

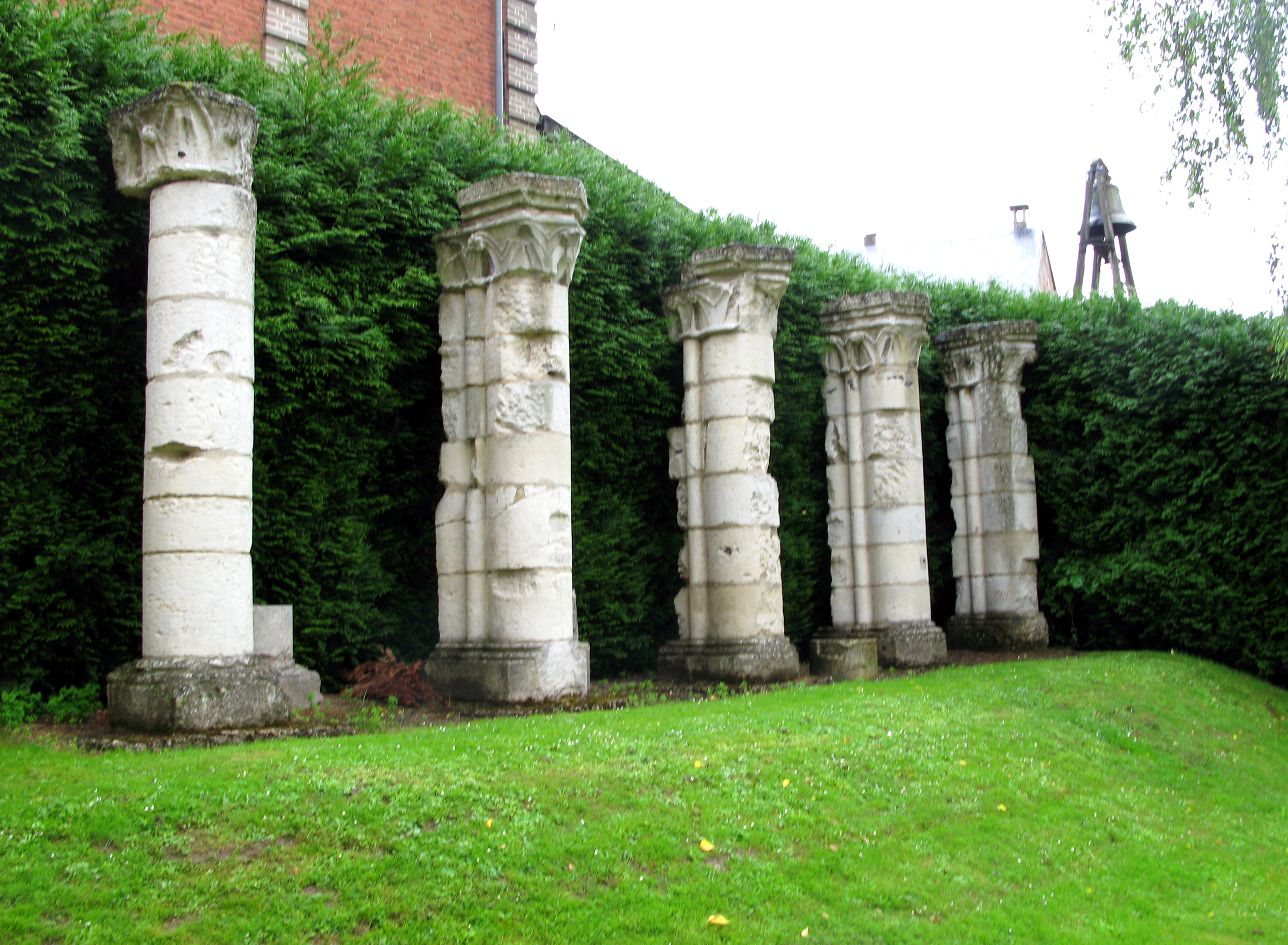
A l'angle nord-ouest de l'église, vestiges des colonnes qui soutenaient le déambulatoire à l'intérieur de la 1re collégiale.

Après avoir été fort mutilée, la collégiale dut donc être remaniée. C'est probablement pour en couronner les importants travaux que l'évêque d'Amiens en fit en 1505 une consécration solennelle.
De nouveaux désastres et ravages n'épargnèrent pas la localité lors des affrontements avec les huguenots. À leur approche, les habitants de Longpré émigrèrent en masse, les chanoines se réfugièrent à Abbeville, à Saint-Vulfran. Le calme rétabli, la collégiale d'Aléaume retrouva son chapitre, mais elle avait vécu ses meilleurs jours : ses revenus diminuèrent peu à peu, les libéralités devinrent insuffisantes ou cessèrent, dans la période de déclin de la foi. À la veille de la Révolution, elle ne comptait plus que dix chanoines.
Jeanne de Crésecques épousa Jean de Croÿ, la seigneurie de Longpré fut transmise, le 24 mai 1489, à la famille de Croÿ par acte passé à Hesdin.
Le mariage de Marie de Croÿ-Roeulx avec Adrien De Boulainvillers fit passer la seigneurie de Longpré à la famille de Boulainvillers.
La seigneurie de Longpré passa à la famille de Montigny par la mariage d'Anne de Dangueulles, nièce d'Abraham de Boulainvillers avec Philippe de Montigny. En 1698, Joseph de Montigny, chevalier, capitaine de cavalerie au régiment de Berry, seigneur de Long, Longpré et autres lieux, endetté, vendit les seigneuries de Long et de Longpré à Honoré de Buissy.
Pierre de Buissy vendit le fief de Longpré à Jean-François de Louvencourt, le 13 juillet 1773, pour la somme 13 280 livres.

### Époque contemporaine

#### Guerres de la Révolution et de l'Empire, Longpré mis à contribution
Sous la Ire République et l'Empire, Longpré-les-Corps-Saints, devenu commune, subit des réquisitions en hommes et en denrées agricoles (avoine, paille, chevaux...). Les cloches de la collégiale furent descendues du clocher et envoyées à la fonte pour la fabrication de canons.
Après la défaite de Napoléon Ier à Waterloo, le 18 juin 1815, les troupes anglaises cantonnèrent à Longpré et les réquisitions continuèrent jusqu'à leur départ.

#### Guerre de 1870, l'Affaire de Longpré

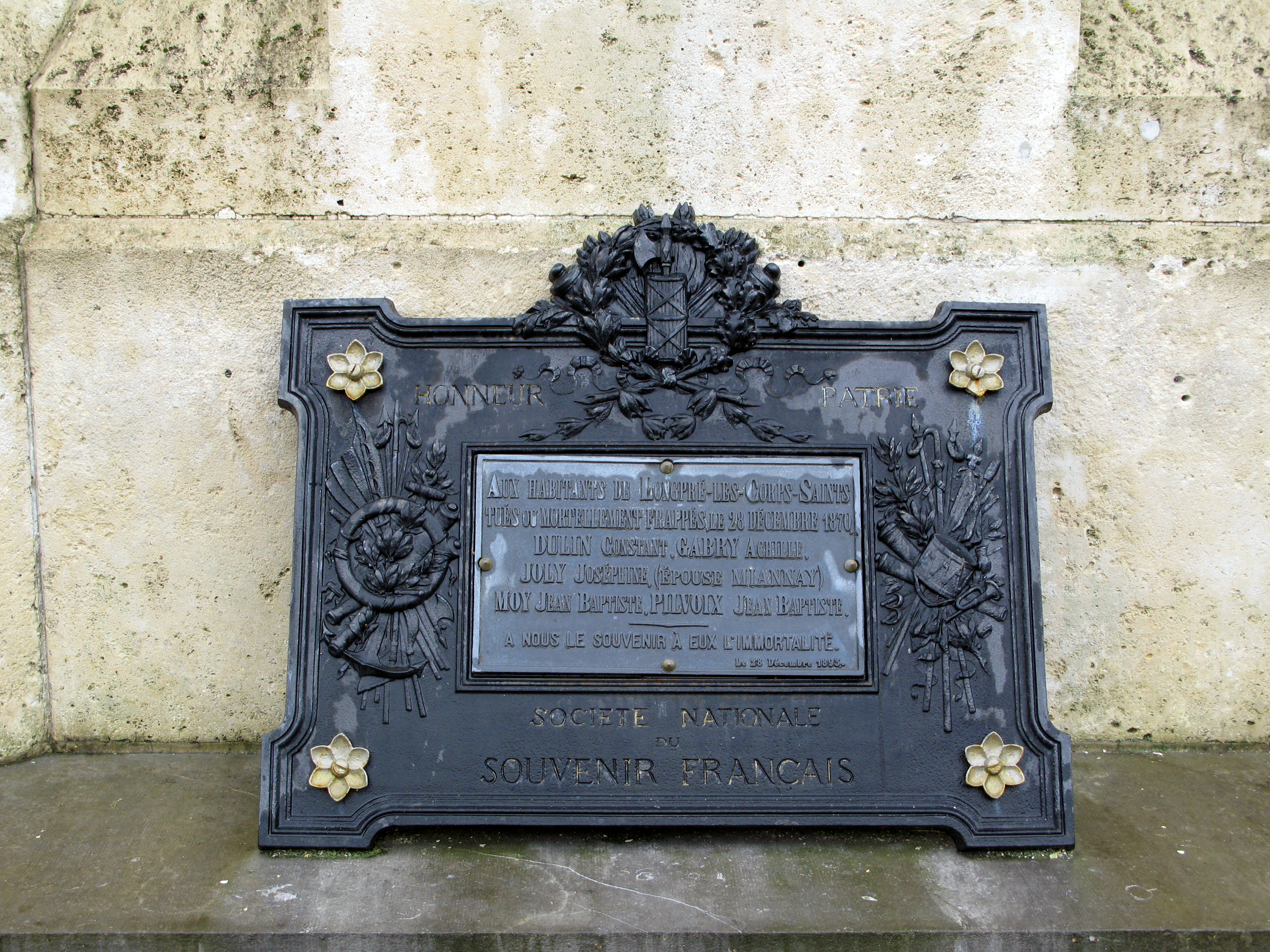
Plaque à la mémoire des Longiprates tués le 28 décembre 1870.

Lors de la Guerre franco-allemande de 1870, les uhlans arrivèrent à Longpré, le 1er décembre 1870, 1 030 soldats prussiens s'installèrent chez l'habitant imposant des réquisitions à la population. Mais le 2 décembre, l'ordre de départ arriva pour les troupes ennemies.
Après la prise d'Amiens, le 28 novembre 1870, les Prussiens s'établirent à Picquigny, les avant-postes français étant cantonnés à Longpré. L'armée française était composées de mobiles des départements du Nord et du Pas-de-Calais. Le 24 décembre 1870, ils partirent en reconnaissance jusque l'abbaye du Gard ce qui eut pour conséquence la venue des uhlans à Longpré le 28.
Les combats se déroulèrent dans la neige entre 1 heure et 3 heures de l'après-midi. Après la prise du château par les Prussiens, la résistance s'organisa côté français. On se battit à l'angle de la rue du château et de la cavée Vincent, dans le cimetière autour de la Collégiale. 8 mobiles furent tués, 4 civils furent tués et un grièvement blessé. La majeure partie des mobiles se replia vers Abbeville. Les Prussiens se retirèrent vers 16 heures à Airaines emmenant avec eux 244 prisonniers et 22 civils longiprates, qu'ils qualifiaient de francs-tireurs. Les civils furent libérés le lendemain.

#### L'arrivée du chemin de fer et le développement de l'industrie à Longpré
Le chemin de fer de la ligne de Longueau à Boulogne-Ville entra en service en 1847, amenant à la création de la gare de Longpré-les-Corps-Saints
. En 1872, la gare  de Longpré devint le lieu de bifurcation de la ligne Gamaches-Frévent.
La Société Saint Frères implanta une usine de fabrication de bâches à Longpré et une unité de tissage de jute à Condé-Folie, village tout proche.

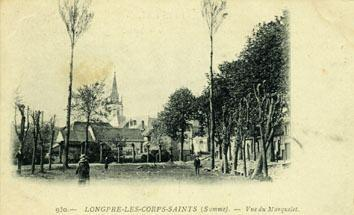
Vue du Marquelet, vers 1905
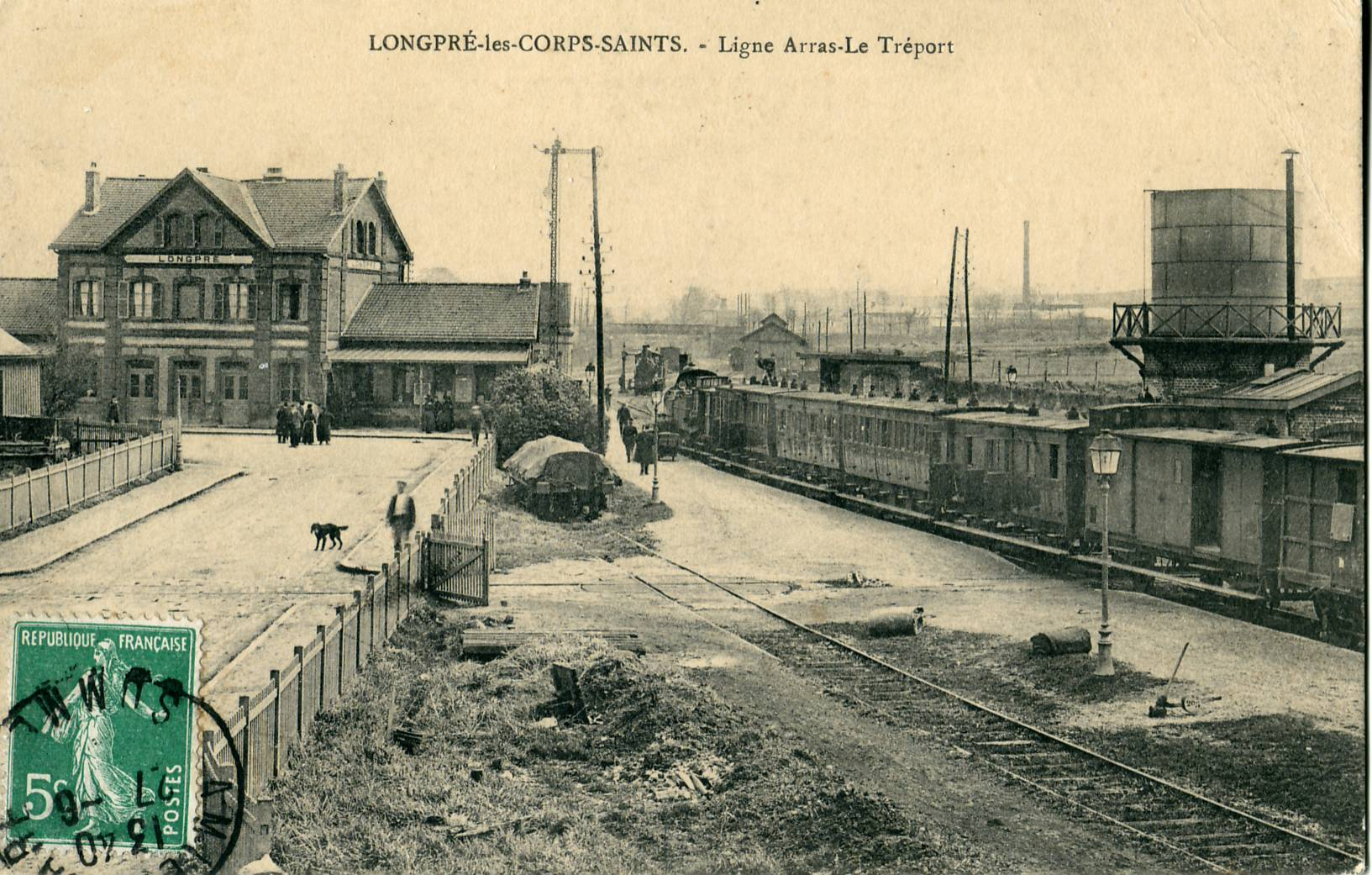
La gare de Longpré-les-Corps-Saints, vers 1900-1910.

#### Première Guerre mondiale, le camp d'aviation de Longpré
Un terrain d'aviation fut aménagé sur le territoire de la commune en 1914 : six hangars « Bessonneau » furent construits pour abriter les avions. L'escadrille stationnée sur ce terrain, était composée en octobre 1914, de 6 avions, 9 pilotes, 9 observateurs et 9 mécaniciens.
Le 12 avril 1918, les avions allemands L.V.G.  bombardèrent Longpré et Condé-Folie. Dans la nuit du 2 au 3 juin 1918 des bombardements reprirent sur Longpré aux alentours du terrain d'aviation. La défense aérienne était organisée par des avions anglais, américains et français qui avaient leur camp à Ergnies et à Longpré.
Le 11 juin 1918, un avion Voisin triplace s'écrasa sur le terrain d'aviation de Longpré. Tous les occupants furent tués. Dans la nuit du 23 au 24 juin 1918, des avions allemands attaqués par des avions français, n'ayant pu aborder Abbeville, tentent de bombarder le camp d'aviation de Longpré. Trois maisons du village furent détruites, une personne fut blessée. Un nouveau bombardement a lieu dans la nuit du 29 au 30 juin.
En juillet 1918, l'escadrille était composée de 15 appareils. La base comprenait environ une centaine de personnes. Le 16 juillet, le camp d'aviation fut une nouvelle fois bombardé, un soldat fut tué et deux avions incendiés.
Pendant la guerre, un hôpital militaire permettait de soigner une trentaine de blessés à Longpré.

#### Seconde Guerre mondiale, Longpré-les-Corps-Saints anéanti
Longpré-les-Corps-Saints fut particulièrement meurtrie au cours de la Bataille de France.
Le 18 mai 1940, Longpré et Condé-Folie furent bombardées par l'aviation allemande, le nœud ferroviaire fut détruit. Le 24 mai, les blindés français repoussent les troupes allemandes vers le pont de L'Étoile. Du 25 au 30 mai, toutes les tentatives d'infiltration allemandes furent repoussées. Les 26 et 27 mai, l'aviation allemande bombarda de nouveau Longpré et Condé-Folie. Les 28 et 29 mai l'artillerie française stationnée à Longpré bombarda vers le nord. Le 1er juin, nouveaux tirs de l'artillerie française.
Les hussards sont relevés le 4 juin par le 53e régiment d'infanterie coloniale mixte sénégalais (53e RICMS) pour relever les cavaliers du 4e Hussards. Le 5 juin, le 53e RICMS stoppa la progression d'une colonne ennemie qui cherchait à s'infiltrer entre Condé Folie et Longpré. Le village de Longpré fut incendié par les bombardements. Au lever du jour, les Allemands de la 5e division de Panzer tentèrent sans succès d'enfoncer le front français. L'artillerie allemande bombarda de nouveau le village. Les tirailleurs résistèrent dans les maisons transformées en fortins mais, rapidement les pertes devinrent lourdes. Dans les caves qui n'étaient pas effondrées, on soignait les blessés. Des combats acharnés furent livrés jusqu'au soir. Le capitaine Magnien et plusieurs autres officiers furent tués. Le 6 juin, à l'aube un nouvel assaut fut mené de tous côtés par les Allemands. On se battit maison par maison. À 19 heures, deux percées furent tentées par les Français, elles échouèrent et les derniers survivants furent capturés.
À l'issue des combats, 90 % du village de Longpré-les-Corps-Saint étaient détruits.

Le village se vit attribuer la croix de guerre 1939-1945 avec étoile de vermeil avec la citation suivante à l'ordre du corps d'armée : 

« Théâtre des violents combats soutenus fin mai et début juin 1940 par la 5e D.I.C.A., vu 90 % de ses immeubles et monuments détruits. A supporté et surmonté vaillamment ces dures épreuves en se remettant courageusement et avec ardeur au travail. »

## Politique et administration

### Rattachements administratifs et électoraux
La commune se trouve dans l'arrondissement d'Abbeville du département de la Somme. Pour l'élection des députés, elle fait partie depuis 1958 de la troisième circonscription de la Somme.
Elle faisait partie depuis 1793 du canton de Hallencourt. Dans le cadre du redécoupage cantonal de 2014 en France, la commune est désormais rattachée au canton de Gamaches.

### Intercommunalité
Longpré-les-Corps-Saints était membre de la communauté de communes de la Région d'Hallencourt, créée fin 1995.
Dans le cadre des dispositions de la loi portant nouvelle organisation territoriale de la République du 7 août 2015, qui prévoit que les établissements publics de coopération intercommunale (EPCI) à fiscalité propre doivent avoir un minimum de 15 000 habitants, la préfète de la Somme propose en octobre 2015 un projet de nouveau schéma départemental de coopération intercommunale (SDCI) qui prévoit la réduction de 28 à 16 du nombre des intercommunalités à fiscalité propre du Département.
C'est ainsi que la communauté de communes de la Région d'Hallencourt fusionna avec ses voisines pour former, le 1er janvier 2017, la communauté d'agglomération de la Baie de Somme, dont est désormais membre la commune.

### Liste des maires
| Période                                  | Période                       | Identité                           | Étiquette | Qualité                                                          |
| ---------------------------------------- | ----------------------------- | ---------------------------------- | --------- | ---------------------------------------------------------------- |
| Les données manquantes sont à compléter. |                               |                                    |           |                                                                  |
| 1788                                     | 1789                          | Pierre Antoine Gauduin             |           |                                                                  |
| 1790                                     | 1793                          | Charles Victor Ignace Gallet       |           |                                                                  |
| 1794                                     |                               | Louis Ducloy                       |           |                                                                  |
| 1795                                     |                               | Charles Victor Ignace Gallet       |           |                                                                  |
| 1795                                     |                               | Pierre Antoine Gauduin             |           |                                                                  |
| 1796                                     | 1797                          | M. Chasse                          |           |                                                                  |
| 1798                                     | 1799                          | M. Renouard                        |           |                                                                  |
| 1800                                     | 1809                          | Pierre Antoine Gauduin             |           |                                                                  |
| 1809                                     | 1820                          | Hyacinthe Moreau                   |           |                                                                  |
| 1820                                     | 1832                          | François Louchet                   |           |                                                                  |
| 1832                                     | 1840                          | Pierre Tillier                     |           |                                                                  |
| 1840                                     | 1852                          | Pierre Firmin Prévost              |           |                                                                  |
| 1852                                     | 1859                          | Théophile Martin Louchet           |           |                                                                  |
| 1859                                     | 1876                          | Silvain Publius Benjamin Souverain |           |                                                                  |
| 1876                                     | 1878                          | Ignace Victor Ducloy-Varin         |           |                                                                  |
| 1878                                     | 1899                          | Édouard Alfred Gallet              |           |                                                                  |
| 1899                                     | 1900                          | Alfred Leblond                     |           |                                                                  |
| 1900                                     | 1904                          | Constant Delignières               |           |                                                                  |
| 1904                                     | 1920                          | Achille Fournier                   |           |                                                                  |
| 1920                                     | 1927                          | Georges Cormont                    |           |                                                                  |
| 1927                                     | 1940                          | Armand Leblond                     |           |                                                                  |
| octobre 1940                             | septembre 1941                | Eugène FLandre                     |           |                                                                  |
| 1941                                     | 1958                          | Armand Leblond                     |           |                                                                  |
| 1958                                     | 1967                          | Simon Miannay                      |           |                                                                  |
| 1967                                     | 1976                          | Daniel Flandre                     |           |                                                                  |
| 1976                                     | 1981                          | Louis Catelas                      |           |                                                                  |
| mars 1981                                | mars 2008                     | Alain Drouvin                      |           |                                                                  |
| mars 2008                                | mai 2020                      | René Cailleux                      |           | Vice-président de la CC de la Région d'Hallencourt (2014 → 2016) |
| mai 2020,                                | En cours (au 20 février 2022) | Robert Debray                      |           | Retraité du transport                                            |

### Tendances politiques et résultats
| Scrutin              | 1er tour | 1er tour | 1er tour | 1er tour | 1er tour | 1er tour | 1er tour | 1er tour | 1er tour | 1er tour | 1er tour | 1er tour |     | 2e tour | 2e tour | 2e tour | 2e tour | 2e tour | 2e tour | 2e tour | 2e tour | 2e tour |
| Scrutin              | 1er      | 1er      | %        | 2e       | 2e       | %        | 3e       | 3e       | %        | 4e       | 4e       | %        | 1er | 1er     | %       | 2e      | 2e      | %       | 3e      | 3e      | %       |         |
| -------------------- | -------- | -------- | -------- | -------- | -------- | -------- | -------- | -------- | -------- | -------- | -------- | -------- | --- | ------- | ------- | ------- | ------- | ------- | ------- | ------- | ------- | ------- |
| Municipales 2020     |          | DVG      | 83,03    |          | RN       | 16,96    |          |          |          |          |          |          |     |         |         |         |         |         |         |         |         |         |
| Départementales 2021 |          | UCD      | 44,86    |          | RN       | 28,57    |          | UGE      | 14,29    |          | LFI      | 8,27     |     | UCD     | 68,67   |         | RN      | 31,33   |         |         |         |         |
| Régionales 2021      |          | UCD      | 46,33    |          | RN       | 26,08    |          | UGE      | 14,18    |          | LREM     | 6,84     |     | UCD     | 58,82   |         | RN      | 27,70   |         | UGE     | 13,48   |         |
| Présidentielle 2022  |          | RN       | 42,00    |          | LREM     | 24,81    |          | LFI      | 12,67    |          | REC      | 5,59     |     | RN      | 61,81   |         | LREM    | 38,19   |         |         |         |         |
| Législatives 2022    |          | RN       | 41,11    |          | LR       | 21,78    |          | PCF      | 15,33    |          | LREM     | 14,81    |     | LR      | 53,43   |         | RN      | 46,57   |         |         |         |         |
| Européennes 2024     |          | RN       | 52,37    |          | RE       | 12,37    |          | PS       | 6,56     |          | LFI      | 6,56     |     |         |         |         |         |         |         |         |         |         |
| Législatives 2024    |          | RN       | 56,52    |          | LR       | 19,98    |          | PCF      | 13,72    |          | HOR      | 7,06     |     | RN      | 62,55   |         | LR      | 37,45   |         |         |         |         |

## Équipements et services publics

### Enseignement
La commune compte une école maternelle et élémentaire publique : l'école Édouard Branly qui accueille 117 élèves à la rentrée 2017. L'établissement dispose d'un espace numérique de travail ; la langue vivante enseignée est l'anglais.
Le collège des Cygnes, rénové en 2005, et une crèche complètent les services locaux en matière d'enseignement.

### Équipements culturels
La municipalité a décidé en 2022 de réhabiliter l'ancienne école de la rue des Cloîtres, désaffectée depuis les années 1960, pour y aménager une médiathèque  de 250 m2, en remplacement d'une petite bibliothèque dont les locaux sont inadaptés. Ces aménagements qui seront conçus par l'architecte abbevillois Arnaud Zisseler, assurera ainsi la mise en valeur de l'architecture du bâtiment, typique de la région. Le coût de l'opération est évalué à 1,138 millions d'euros, dont 80 % de subventions.

## Population et société

### Démographie
L'évolution du nombre d'habitants est connue à travers les recensements de la population effectués dans la commune depuis 1793. Pour les communes de moins de 10 000 habitants, une enquête de recensement portant sur toute la population est réalisée tous les cinq ans, les populations de référence des années intermédiaires étant quant à elles estimées par interpolation ou extrapolation. Pour la commune, le premier recensement exhaustif entrant dans le cadre du nouveau dispositif a été réalisé en 2005.

En 2022, la commune comptait 1 520 habitants, en évolution de −8,21 % par rapport à 2016 (Somme : −1,26 %, France hors Mayotte : +2,11 %).
| 1793  | 1800  | 1806  | 1821  | 1831  | 1836  | 1841  | 1846  | 1851  |
| ----- | ----- | ----- | ----- | ----- | ----- | ----- | ----- | ----- |
| 1 138 | 1 211 | 1 265 | 1 398 | 1 605 | 1 614 | 1 622 | 1 632 | 1 786 |

| 1856  | 1861  | 1866  | 1872  | 1876  | 1881  | 1886  | 1891  | 1896  |
| ----- | ----- | ----- | ----- | ----- | ----- | ----- | ----- | ----- |
| 1 729 | 1 841 | 1 922 | 1 914 | 1 851 | 1 841 | 1 776 | 1 727 | 1 680 |

| 1901  | 1906  | 1911  | 1921  | 1926  | 1931  | 1936  | 1946  | 1954  |
| ----- | ----- | ----- | ----- | ----- | ----- | ----- | ----- | ----- |
| 1 666 | 1 526 | 1 549 | 1 559 | 1 524 | 1 556 | 1 572 | 1 160 | 1 567 |

| 1962  | 1968  | 1975  | 1982  | 1990  | 1999  | 2005  | 2006  | 2010  |
| ----- | ----- | ----- | ----- | ----- | ----- | ----- | ----- | ----- |
| 1 858 | 1 902 | 1 857 | 1 641 | 1 519 | 1 561 | 1 650 | 1 660 | 1 664 |

| 2015  | 2020  | 2022  | - | - | - | - | - | - |
| ----- | ----- | ----- | - | - | - | - | - | - |
| 1 650 | 1 550 | 1 520 | - | - | - | - | - | - |

## Économie

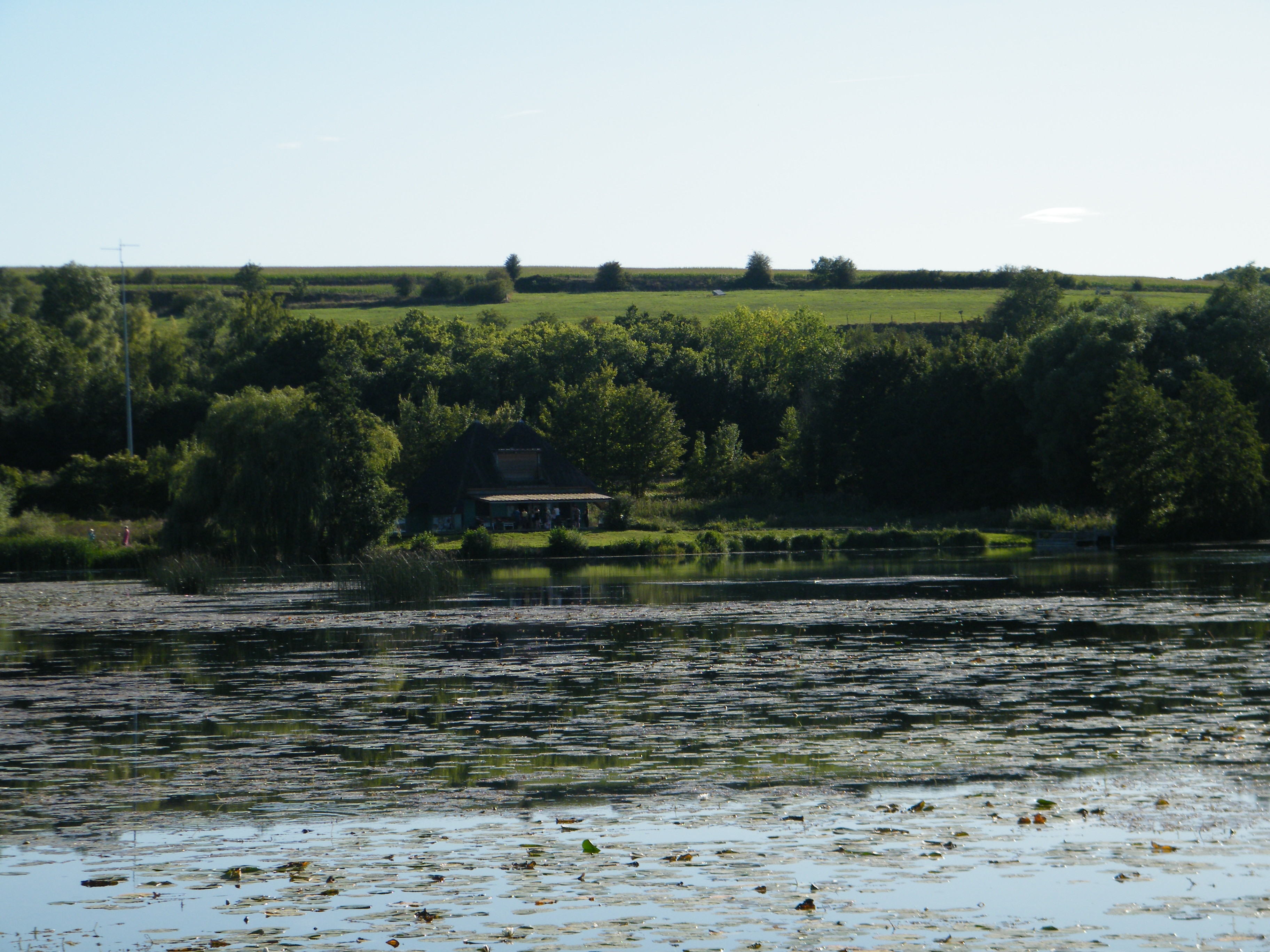
La maison des marais dans son environnement.

L'activité industrielle textile a disparu de la commune à la fin du XXe siècle. Subsistent les activités artisanales et commerciales, les services de santé de proximité, les établissements scolaires primaire et secondaire.
Le tourisme est un élément moteur de l'économie locale. La maison des marais oriente les amateurs de sites naturels,.

## Culture locale et patrimoine

### Lieux et monuments
- Collégiale Notre-Dame-de-l'Assomption[62],[63],[64],[65],[66]

L'édifice a perdu son clocher et les sculptures de son portail sont très dégradées. Le tympan est une illustration des scènes de la mort et de l'assomption de la Vierge. Sous le portail sont fixées, de part et d'autre, deux stèles à la mémoire non d'ecclésiastiques mais d'habitants ayant vécu dans la première moitié du XIXe siècle :
- celle de gauche mentionne Henri Cauchy, charron, décédé en 1858, à 58 ans.
- sur celle de droite sont cités, sous l'abréviation D.O.M., Philibert Réthoré, décédé en 1827 à 47 ans, et Célestine Cauchi, décédée en 1855 à 69 ans.

Description de Pierre Dubois vers 1937 :
- église :
- portail :

« Si les marteaux de révolutionnaires de 1793 ne les avaient si ardemment « bûchés », le trumeau et le tympan de ce portail seraient des documents précieux de la sculpture au début du XIIIe siècle, peu d'années avant que soit entreprise la façade de la cathédrale d'Amiens. Adossée au trumeau, colonne qui sépare les 2 portes, la Vierge, qui jadis portait l'Enfant, est la sœur à peine aînée de la Vierge Dorée au portail de droite d'Amiens. À Longpré, la tête est moderne et mauvaise. Trois reliefs couvrent le tympan. Il évoquent, en bas à gauche, la mort de la Vierge dont les apôtres sont les témoins ; à droite, sa résurrection : des anges s'inclinent et l'assistent ; en haut, le couronnement de Marie par son Fils : c'est la partie la moins détériorée […] »
- deux angelots :

« deux petits témoins, à peu près épargnés par les vandales de 1793, prouvent la valeur technique acquise par les sculpteurs dès le temps où l'art gothique apparaissait en Picardie. Ce sont deux charmants angelots agenouillés dans des écoinçons, des anges, entre les chambranles du portail et son linteau. Ils semblent prêts à prendre leur essor, à apporter de l'aide à l'ascension de la Vierge, à battre l'air de leurs ailes menues curieusement repliées sous une saillie de l'architecture de leur étroit abri. Les visages, encadrés de boucles, ne sont pas d'une beauté conventionnelle et fade comme beaucoup plus tard. […] Ces visages sont individualisés […] »
- reliques :

« Henri Macqueron avait retrouvé, dans des minutes notariales à Abbeville, et a publié en 1892 deux inventaires des reliques de Longpré, établis en 1667. Ils mentionnent notamment "un drapeau (lange) que Notre Seigneur eut à l'entour des reins à la Nativité ; un fragment de la colonne de la Flagellation ; une épine de la couronne que portait Jésus pendant la marche au Calvaire...". Quant au fragment de la Croix ou aux Cheveux de la Vierge, il y en eut d'épars dans toute la chrétienté. Voici de plus grandes raretés puisqu'elles étaient des "pièces à conviction" relatives à l'Ancien Testament : "des rameaux du buisson que Moïse vit s'allumer ; la pierre du Sinaï où Dieu était assis lorsqu'il donna à Moïse les Tables de la Loi...". Certaines reliques exposées à Corbie et dans bien d'autres lieux n'étaient pas moins surprenantes. Les ossements de saints, martyrs et confesseurs emplissaient à Longpré des vaisseaux de toutes matières et formes, des bras, des chefs (ou têtes), des croissants pour les côtes, au total, d'après les inventaires, 51 reliquaires qui presque tous datent seulement des XVe et XVIe siècles. Il en reste 7 seulement. »
- reliquaire de Saint Éloi :

« Petite châsse d'une relique de saint Éloi. C'est une chapelle minuscule, longue de 10 centimètres, large de 6, haute de 10, en bois revêtu d'argent. Le pied est en cuivre. Le saint est figuré sur une des petites faces en costume d'évêque, sa crosse est posée derrière lui et il tient à la main son long manteau d'orfèvre. »
- statuette de saint Christophe :

Du « trésor jadis abondant, subsiste toutefois au presbytère une pièce de haute qualité : une statuette-reliquaire (0,53 m de hauteur) de saint Christophe portant le Christ enfant pour lui faire traverser un gué du Jourdain. Le bon géant mesure avec son grand bâton feuillu la profondeur de l'eau. Ce groupe de la fin du XVe est en bois recouvert de lames d'argent. Quelques parties, comme le bord du manteau, sont de vermeil. Un poinçon de l'orfèvre qui n'a pu être identifié est frappé trois fois sur les épaules de l'enfant et de son porteur. Le logement rectangulaire de la relique est soudé sur le genou gauche du saint. Les descripteurs qui ont étudié cette orfèvrerie, soit à Longpré, soit à Paris lors de grandes expositions d'art ancien, lui donnent une origine allemande. Leur hypothèse est fondée sur le franc réalisme, presque caricatural, du visage, la minutieuse indication de l'anatomie, muscles et veines de la jambe droite seule visible, le tumulte des draperies. La popularité de saint Christophe était grande pendant les derniers siècles du Moyen Âge. C'est qu'il suffisait d'avoir aperçu le matin sa représentation pour être garanti contre tout accident jusqu'à la nuit. Aussi mettait-on sa grande image en place très visible près d'une porte à l'intérieur, comme à Saint-Riquier, à l'extérieur comme à la cathédrale. »
- Chapelle Notre-Dame-des-Sept-Douleurs, construite en 1852, chemin de Condé[68].
- Monuments aux morts[69] :
  - Monument de 1870 :
Érigé dans l'actuel cimetière communal, ce monument à l'honneur des combattants du 28 décembre 1870 rappelle que les combats sur le territoire de la commune firent huit tués, quinze blessés et plus de soixante prisonniers pris dans l'ancien cimetière où la résistance s'était concentrée.
Inscriptions sur la face avant : « À la mémoire des Français morts pour la défense de la patrie, 28 X 1870, souscription des jeunes de Longpré ».
Sur la face gauche : « Gardes Mobiles du Pas-de-Calais, 4e Bon, Houssart caporal, Carpentier Charles, Dedouiges Louis, Dubois Henry, Dufour Zéphir ».
Sur la face droite : « Gardes Nationaux Mobilisés du Nord, Delval Baptiste, Piquet, Saintolie ».
 Il ne s'agit donc pas de gens de la commune morts au combat.
  - Monument aux morts 1914-1918 : 
Se dressant à l'angle nord-est de l'église, il est encadré, à droite et à gauche, d'un mortier. Sa face avant est décorée par la statue grandeur nature d'un soldat moustachu, tenant son fusil par le canon, la crosse posée sur le sol, entre ses pieds, la sculpture est l'œuvre d'Auguste Carvin.
Le journal La Somme du 13 mars 1920 écrivit : « Il existe à Longpré un monument commémoratif, qui donne lieu, chaque année, à une manifestation patriotique. Aussi n'est-il pas question d'élever un second monument. Toutefois, pour honorer les héros de la grande Guerre, le Conseil municipal a décidé d'affecter une somme de 5 000 F, pour l'agrandissement et l'embellissement du monument actuel. Des plaques sur lesquelles seront inscrits les noms de nos glorieux morts y seront ajoutées et une souscription à domicile complétera la somme nécessaire. » La commune remit donc en état le monument dit des « Mobiles de 1870 » " pour y ajouter un hommage aux 42 morts de la guerre de 1914-1918. Arthur de Saint-Germain, entrepreneur à Hangest-sur-Somme, s'engagea à réparer et déplacer cet édicule tout en lui ajoutant un coq gaulois et des plaques de marbre portant le nom des défunts. En décembre 1920, ces travaux de remise en état étaient en cours d'exécution, mais, en 1921, un projet plus ambitieux semble avoir été choisi, celui des architectes amiénois Mallet et Carpentier.

- Cimetière anglais 1914-1918 :
En avril 1918, au tournant de l'offensive allemande vers Amiens, les 12e et 55e de dégagement d'accident ont combattu près de Longpré. Ils ont ouvert un cimetière appelé cimetière britannique no 1. Fermé à la fin d'avril 1918, il contenait 35 tombes. Le cimetière actuel qui portait le nom de cimetière britannique no 2 fut fermé en mai 1918. Les deux cimetières ayant été rassemblés en 1919, les 35 tombes du cimetière no 1 forment les rangées C et D.
Aujourd'hui, le cimetière anglais possède quatre rangées, pour un total de 79 tombes, 58 Anglais, 20 Australiens et 1 Français y reposent. Chaque année, une cérémonie a lieu, suivie par la  dépose d'une gerbe de fleurs.

- Monument du souvenir des 5 et 6 juin 1940 : 
Les événements du 28 mai au 6 juin 1940 ayant été tragiques (la localité fut détruite à 90 %), le lourd tribut à la bataille de France payé ici, et les vaillants combattants de la 1re compagnie du 1er bataillon du 53e RICMS qui ont défendu la ville face aux panzer du général Rommel lors de leurs percées des 5 et 6 juin 1940, sont mentionnés ainsi :

5 et 6 juin 1940

†

- Le marais de Longpré

 s'étend sur 160 ha. Ouvert à la visite pour les curieux de nature, il est réputé d'une grande biodiversité.
La pêche de loisirs y est pratiquée. Il fait l'objet de rempoissonnements, notamment en carpes dans l'étang des « Prés à pions » (no kill) et dans le lieu-dit « Petits trous ».

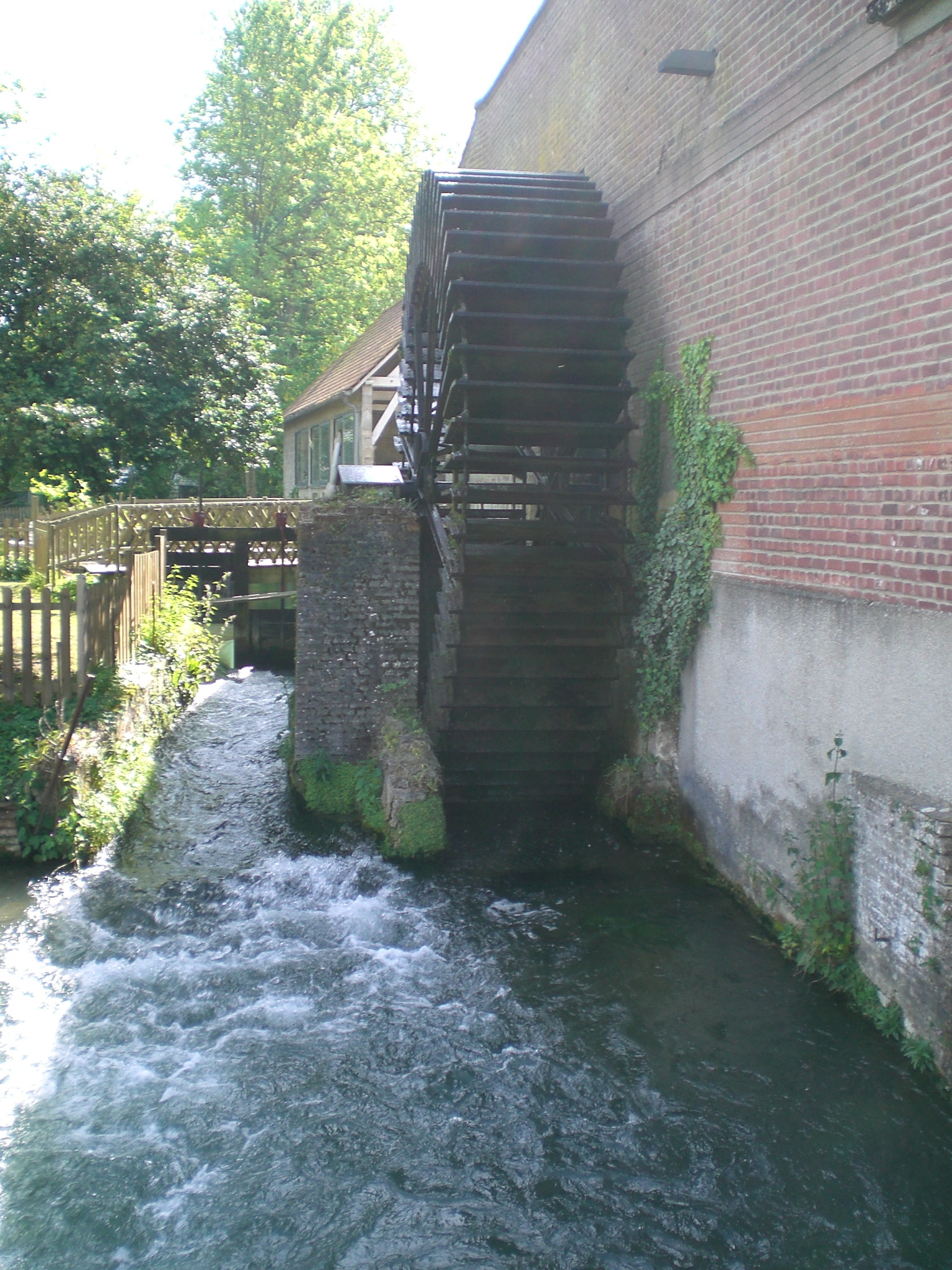
Roue du moulin sur l'Airaines.
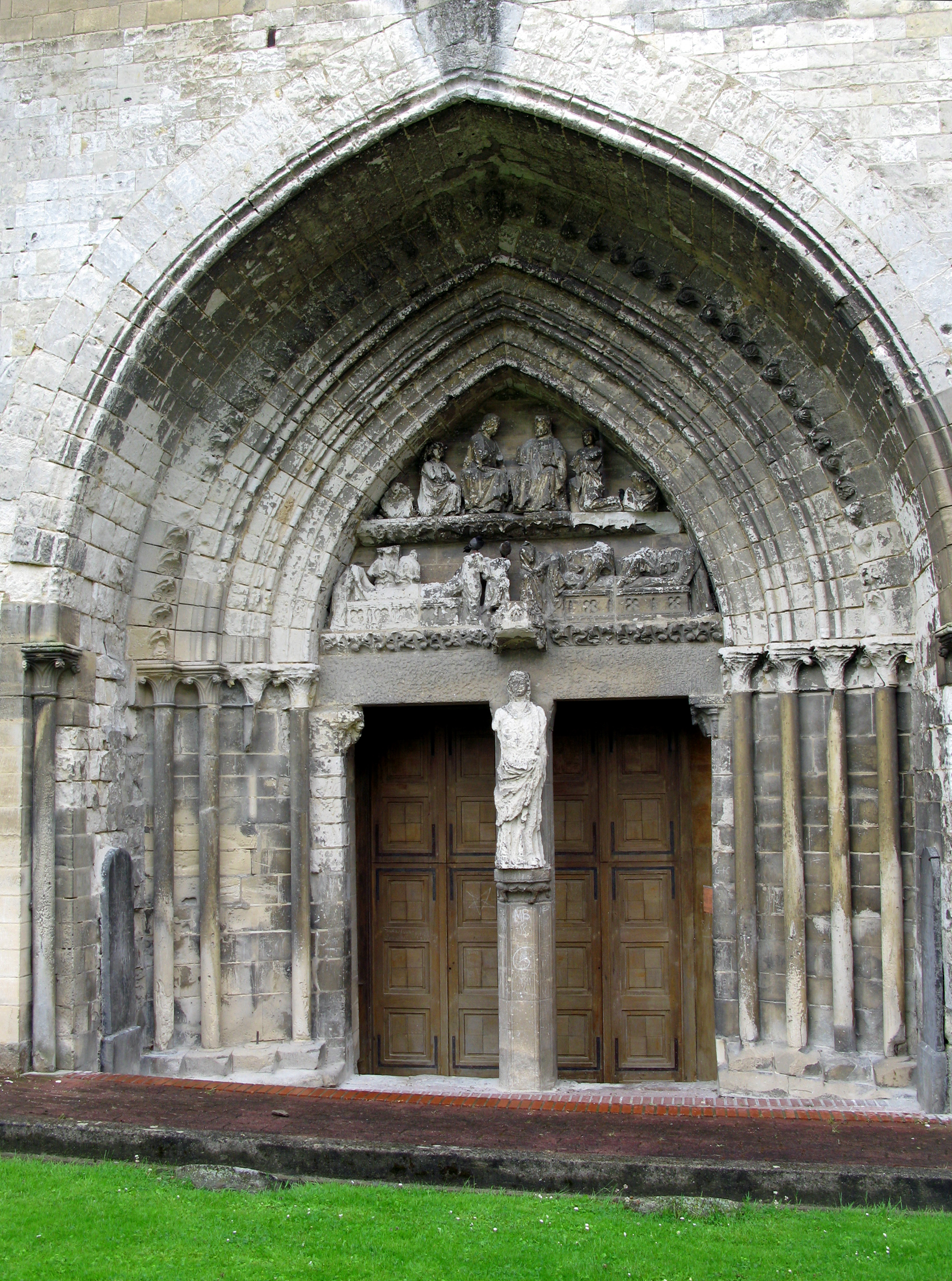
Portail de la collégiale.
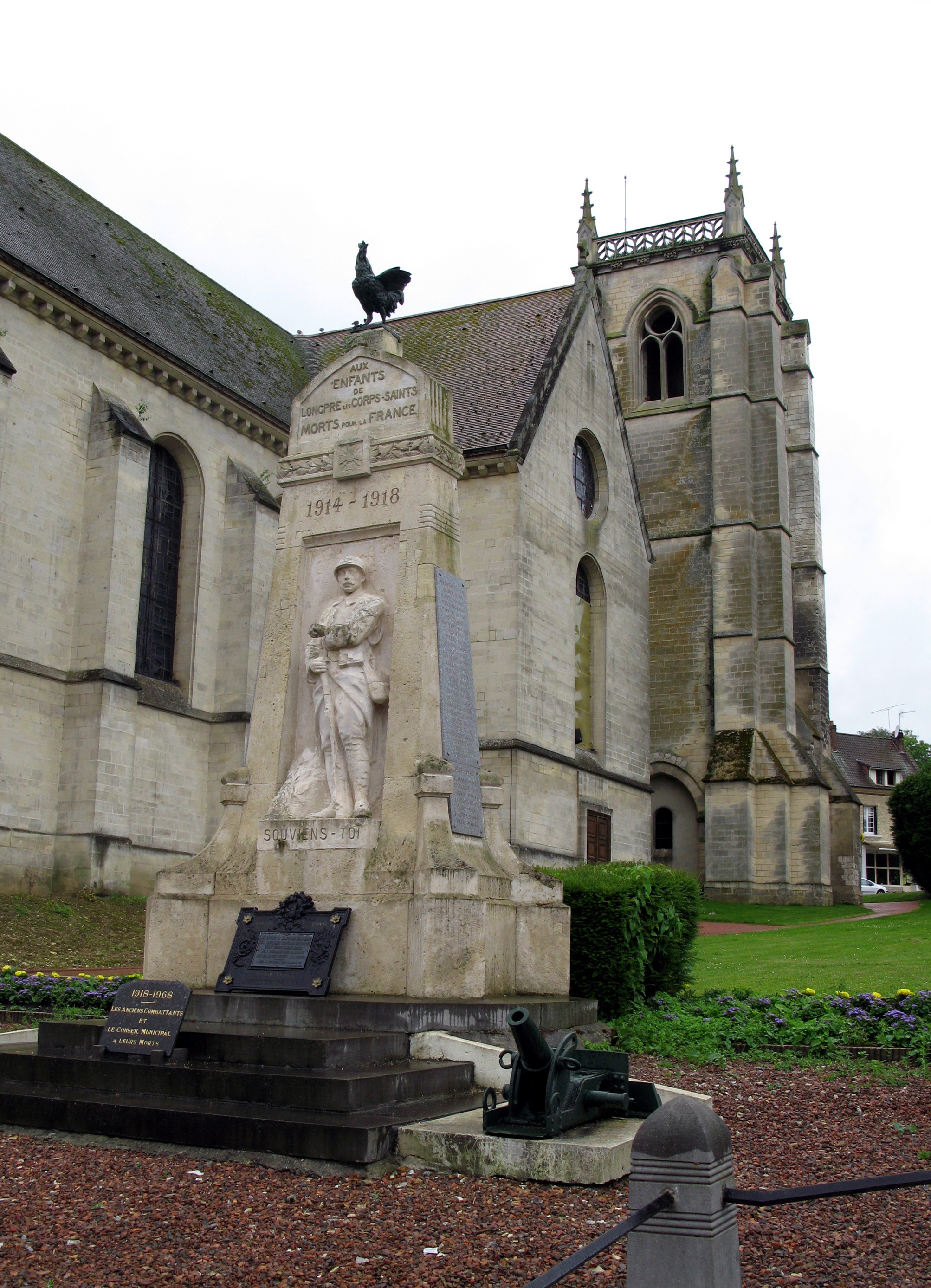
Monument aux morts.
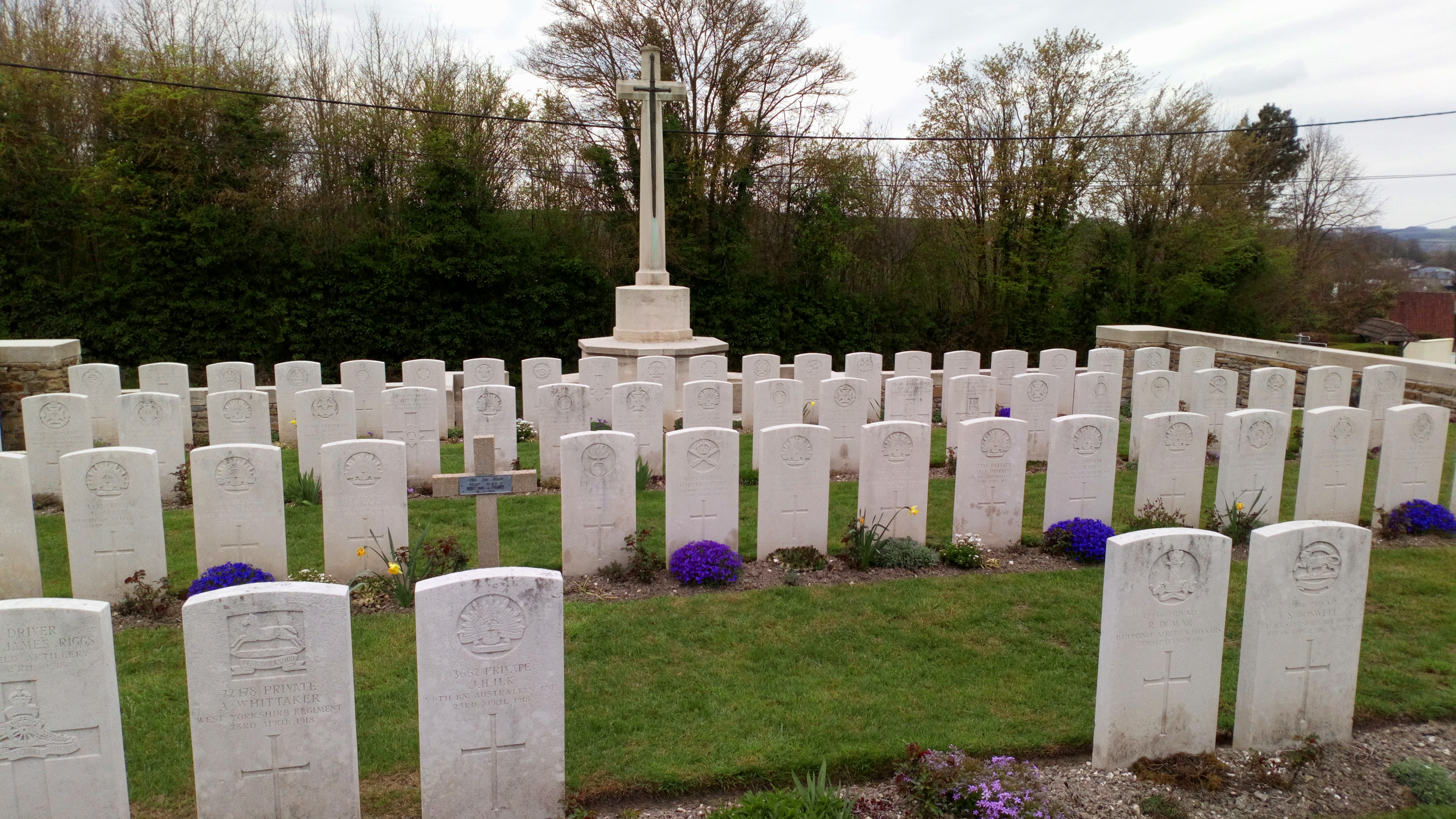
Cimetière militaire britannique.
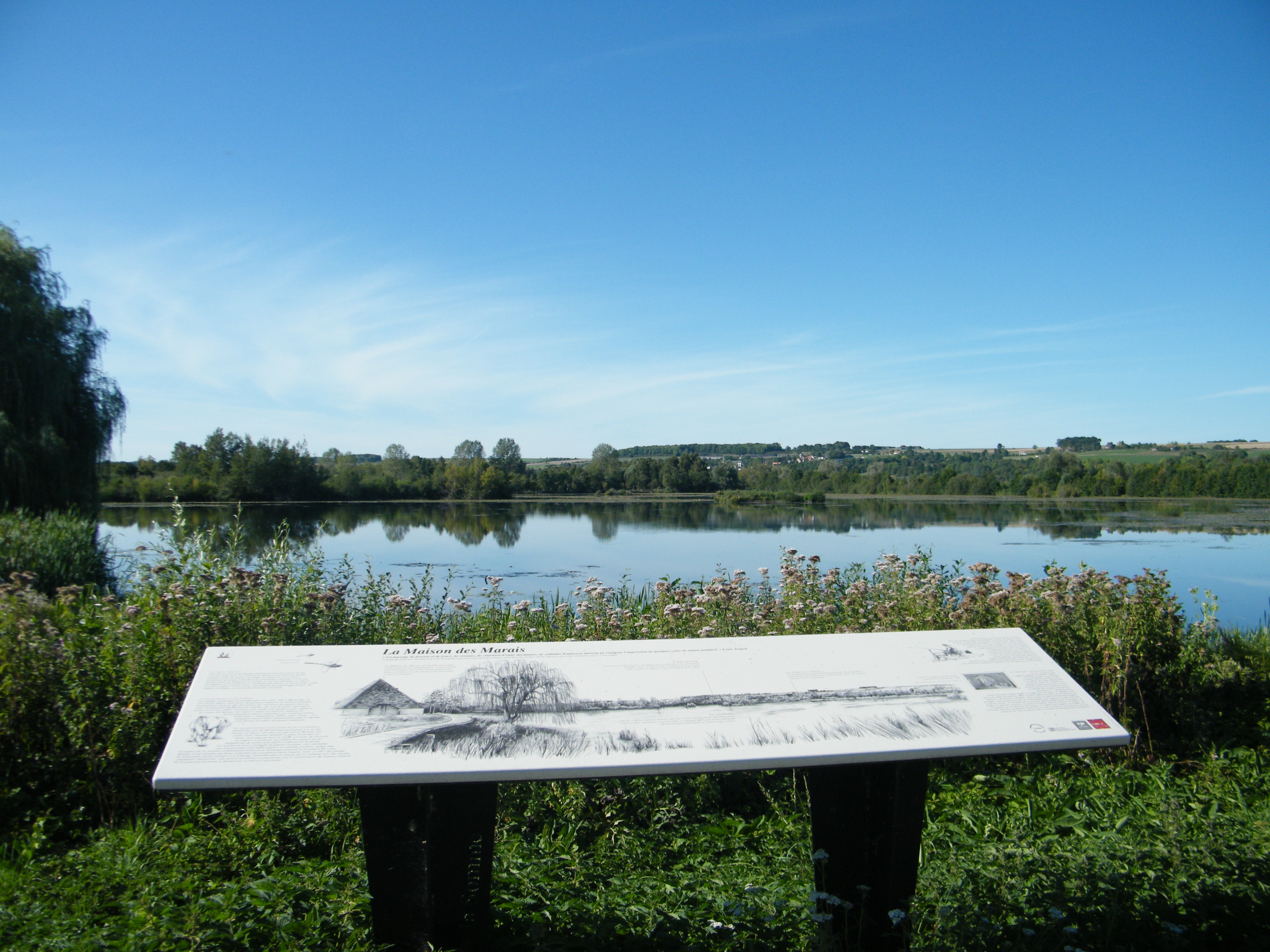
Panorama sur le marais, le belvédère.

### Personnalités liées à la commune
- Louis Louchet, né en 1753 à Longré et mort en 1815.
Il était un homme politique français qui fut député de l'Aveyron à la Convention. 
Adversaire résolu de Robespierre, il laisse sa trace dans l'Histoire le 9 thermidor an II (27 juillet 1794) en réclamant à la Convention le décret d'arrestation contre l'Incorruptible alors qu'aucun des conjurés n'ose formuler cette proposition décisive : Robespierre fut empêché de s'exprimer à la Convention et invectivé de toutes parts quand un des représentants « à mauvaise conscience », Louchet, qui était proche de Fouché, demanda le décret d'accusation contre lui. 
La proposition fut votée à main levée et Robespierre arrêté en compagnie de Saint-Just et de Couthon. Augustin Robespierre et Le Bas se joignirent volontairement à eux et le groupe fut emmené par les gendarmes. Cependant, Louchet ne souhaite pas pour autant la fin de la Terreur, dont il demande le maintien dans un discours le 19 août 1794[73].

- Philippe Marty, né le 18 avril 1893 à Longpré et décédé le 26 avril 1914 à Hendon (Angleterre). Aviateur formé par les frères Caudron au Crotoy, il se tua aux commandes de son avion Morane, en faisant une descente en spirale.
Il est inhumé dans la partie ouest du cimetière de Longpré (obsèques célébrées par l'abbé Thierry)[74],[75].

- Francine Caron, poétesse et universitaire, est attachée à Longpré où elle a conçu plusieurs de ses œuvres.
 En effet, sa famille maternelle est originaire de Longpré-les-Corps-Saints depuis le XVIIIe siècle au moins. Cette famille d'agriculteurs et d'artisans (meuniers, forgerons) puis d'instituteurs joua un rôle dans l'histoire de la localité. Son grand-père maternel, Eugène Caron (1858-1936), fut 1er adjoint au maire de  Longpré. Latiniste et helléniste, il créa le terme « longiprate » (signifiant donc originaire de ce « grand village »). 
Dix-huit titres parmi l'œuvre de Francine Caron ont été conçus, médités, élaborés dans la maison de famille dite « La Sylve », sise à  Longpré : ses haïkus récents, la plupart de ses livres d'amour viscéral et spirituel envers /aussi/ les paysages de Picardie. Trois d'entre eux ont été préfacés par le poète Pierre Garnier, picard et universel : La Somme de Joie (1975), Picardie-Poésie (1981), Grandeur Nature (1989), presque tous épuisés, publiés aux éditions Eklitra d'Amiens. Le Paradis terrestre, vécu dans ses jeunes étés à Longpré, a reçu le prix Froissart 1976. 
En plus de Pierre Garnier, de « La Sylve » ont été familiers[pas clair] : Pierre Marchand proviseur du lycée de Calais, ainsi que les poètes wikipédistes : Jean Dauby, Jacques Darras, Serge Brindeau. Francine Caron fut invitée avec ce dernier en 1996 au collège de Longpré - Nouvelles créations in situ : Jardin de simples paru à Donner à Voir, Le Mans (2007), et Arbres /z'/ amants (/z'/Amiens), avec l'artiste Chantal Denis, un livre de bibliophilie aux éditions L'Œil pour l'Œil (2008) - Enfin Longpré-les-Corps-Saints apparaît dans les poèmes de Francine Caron, soit par ses paysages (L'Eauette, Chasse Fontaine, Chasse du vieux château, Grande Chasse), soit par ses dédicaces à ses habitants, soit en réévocations (titre : Les Corps... sourciers), soit à la fin du poème Tiers État : « Longpré / et son jardin carré / pour goûter à l'endroit / l'envers du monde ». Ce vers fut choisi pour son enseignement en IUFM par un poète collègue de Francine Caron.
- Max Lejeune, homme politique français, (1909-1995), inhumé dans le caveau familial au cimetière communal[76].
- Robert Tyrakowski (1944-2008), footballeur et entraîneur français, entraîneur de l'équipe du village de 1982 à 1985 (champion de Picardie et promu en Division 4).

### Héraldique
| Blason de Longpré-les-Corps-Saints | Blason  | Parti : au 1er d'or à trois écussons de vair, au 2e d'azur à la fasce d'or chargée de trois merlettes de sable et accompagnée de trois croissants d'or. |
| Blason de Longpré-les-Corps-Saints | Détails | Créé en 1978, il reprend pour moitié, sur la gauche, le blason de la famille De Fontaines et sur la droite le blason de la famille De Louvencourt, respectivement premier et dernier seigneurs de la ville. Le statut officiel du blason reste à déterminer. |
| Blason de Longpré-les-Corps-Saints | Alias   | D'or aux trois écussons de vair. |

## Pour approfondir